# Каспарини, Адам Готлоб
А́дам Го́тлоб Каспари́ни (Адам Готтлоб Каспарини, Адам Готлиб Каспарини; нем. Adam Gottlob Casparini; 1715—1788) — известный немецкий органостроитель XVIII века, учитель мастера Кристофа Вильгельма Бравеляйта (Бравелейта; 1752—1796).
Его дед Эудженио Каспарини (Иоганн Каспар Каспарини; Eugenio Casparini; 1623—1706) был известным итальянским (немецкого происхождения) мастером органов, отец Адам Орацио Каспарини (Adam Horatio Casparini; 1674—1745) также был органостроителем.
До 1737 Адам Готлоб Каспарини был подмастерьем у Иоганна Готфрида Генриха Троста (Johann Gottfried Heinrich Trost) в Альтенбурге. Затем самостоятельно работал в Бреслау (ныне Вроцлав). Позднее обосновался в Кёнигсберге.
Созданные Каспарини органы были установлены в храмах городов:
- Кёнигсберг:
  - 1737 Новая Россгартенская кирха
  - 1747 Альт-Россгартенская кирха
  - 1763 Альтштадтская Кирха
  - Хабербергская кирха
- 1742 Мюльхаузен
- 1745 Лёйненбург (Восточная Пруссия)
- 1750 Барцяны (гмина Барцяны Кентшинского повята Варминско-Мазурского воеводства
- 1770 Норденбург, ныне посёлок Крылово Калининградской области
- 1776 Вильно (доминиканский костёл Святого Духа) — старейший из сохранившихся в Литве органов XVIII века[1].

Позднее вильнюсском костёле Святых Иоаннов в 1839 году был установлен орган Каспарини, доставленный из Полоцка в 1836 году в 84 ящиках весом 1264 пуда (20,25 т).